# Cryomicroscopie électronique

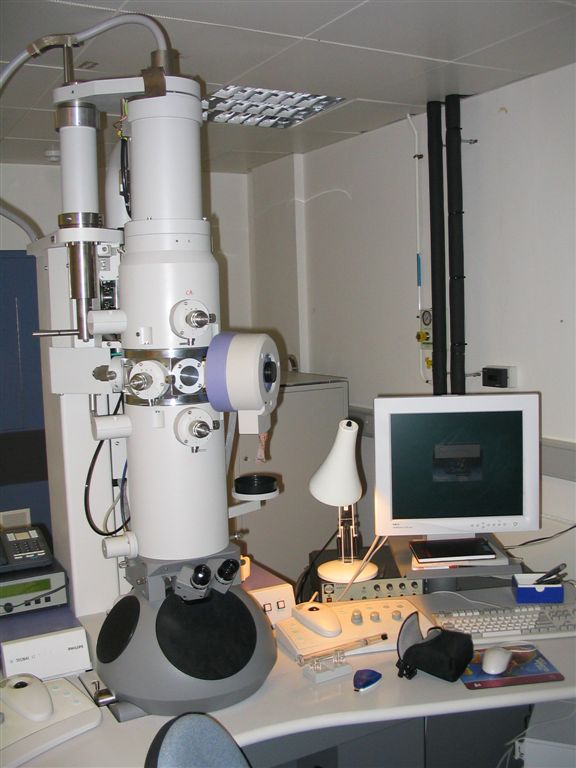
Un microscope électronique en transmission (2003).

La cryomicroscopie électronique (cryo-ME) correspond à une technique particulière de préparation d’échantillons biologiques utilisée en microscopie électronique en transmission.
Développée au début des années 1980, cette technique permet de réduire les dommages d’irradiation causés par le faisceau d’électrons. Elle permet également de préserver la morphologie et la structure des échantillons.
S’affranchissant de la présence de colorant ou de fixateur chimique, cette technique consiste à congeler très rapidement des échantillons biologiques sous forme hydratés dans de l’éthane liquide, de manière à les figer dans leur état natif dans une glace amorphe c'est-à-dire non cristalline.
Avec le développement continu de nouvelles générations de microscopes électroniques et de systèmes d’acquisition des données (notamment le développement de caméras à détection directe d’électrons), la cryo-ME permet désormais dans certains cas d’obtenir des résultats similaires, voire supérieurs, à ceux de la cristallographie aux rayons X pour la résolution de structures tridimensionnelles (3D) d’objets biologiques.

## Développement
Les électrons interagissant très fortement avec la matière, un vide extrêmement poussé est requis dans l’ensemble de la colonne du microscope. Tout échantillon biologique (en solution) directement placé dans cet environnement, serait alors immédiatement déshydraté et sa structure fortement endommagée. De plus, l’échantillon ne doit pas subir une évolution irréversible sous l’action du faisceau, ce qui signifie en particulier l’absence d’effets de charge électrique ou la réduction des dégâts d’irradiation. Pour contourner ces limites, des méthodes spécifiques de préparations ont été développées, dont la cryo-ME.
Le 4 octobre 2017, le Prix Nobel de chimie a été remis conjointement à Jacques Dubochet, Joachim Frank et Richard Henderson, "pour le développement de la cryomicroscopie électronique permettant la détermination à haute résolution de la structure des biomolécules en solution".

## Principe
La cryo-ME permet d’effectuer des études structurales de complexes macromoléculaires biologiques avec un nombre de contraintes beaucoup moins élevé que pour la diffraction aux rayons X. Contrairement à d’autres techniques de préparation (dont la coloration négative), aucun colorant ou fixateur chimique n’est utilisé. De plus, le complexe macromoléculaire peut rester dans un environnement (tampon) proche de ses conditions physiologiques (en termes de pH et de concentration en sel). La congélation rapide des échantillons dans de l’éthane liquide (−160 °C) fige ces derniers dans leur état natif dans une glace amorphe. Les images obtenues étant des projections 2D de l’ensemble des objets congelés, ceci permet d’accéder à la structure interne de macromolécules complexes. L’utilisation de la cryomicroscopie (manipulation et maintien des échantillons à basse température) multiplie la durée de vie de l’échantillon sous le faisceau d’électrons par un facteur deux ou trois. 

### Films minces / Échantillons congelés hydratés

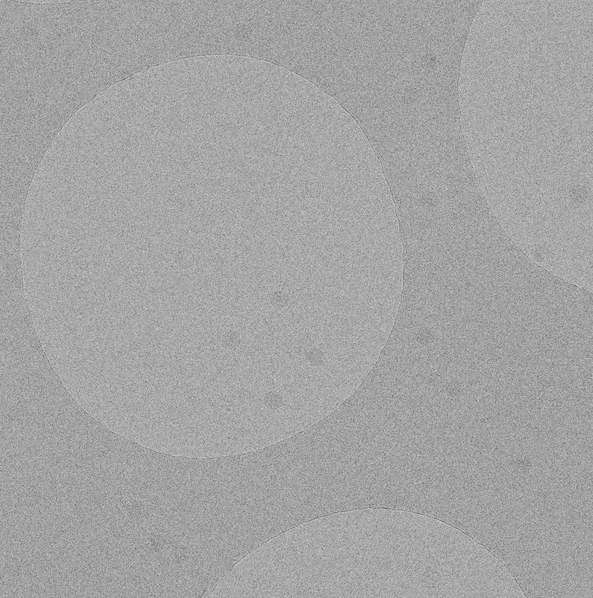
Virus en suspension dans un trou au sein d'une couche de glace amorphe

Dans le cas d’échantillons biologiques de faible épaisseur (particules isolées < 500 nm), quelques μL d’échantillon sont déposés sur une grille de microscopie électronique (grille recouverte d’une membrane à trous faite de carbone, or, etc.). Avant congélation, l’excédent de matériel est absorbé avec un papier filtre. La grille est ensuite plongée très rapidement (vitesse supérieure à 2 m/s) dans de l’éthane liquide. L’échantillon, à l’état natif, se retrouvera congelé dans les trous au sein d’une couche de glace amorphe très mince. 
Une fois transférée dans le microscope, la grille maintenue à la température de l’azote liquide (−185 °C) est observée. Afin de limiter les dommages d’irradiation, de faibles doses d’électrons sont utilisées. Les images obtenues sont des projections de toute l’épaisseur de l’échantillon mais ne possèdent cependant qu’un contraste très faible (indirectement lié à la différence de densité entre une protéine et la glace vitreuse, 1,3 g/mL vs 1 g/mL).
Afin de déterminer la structure de l’échantillon, une analyse d’images est alors indispensable. Le principe général consiste dans un premier temps à additionner des images identiques de faible contraste afin de moyenner le bruit présent et d’obtenir un meilleur rapport signal sur bruit. Dans un deuxième temps, ces moyennes qui représentent des vues de l’échantillon sous différents angles peuvent être combinées de manière mathématique pour calculer la structure tridimensionnelle de l’objet.

### Coupes / Sections congelées hydratées (CEMOVIS)
Les échantillons biologiques, comme des cellules ou des bactéries (> 1 μm), peuvent être observées par cryo-ME sous forme de sections congelées hydratées. Les échantillons sont dans un premier temps cryo-fixés (généralement par congélation sous haute pression), puis coupés en sections minces (coupes de 40  à   200 nm d’épaisseur) à l’aide d’un cryo-ultramicrotome. L’observation et la prise d’images se font par la suite comme pour les échantillons congelés hydratés.